# Station Blakedown
Blakedown is een spoorwegstation van National Rail in de plaats Blakedown, Wyre Forest in Engeland. Het station is eigendom van Network Rail en wordt beheerd door West Midland Trains. 